# Opogona stereodyta
Opogona stereodyta är en fjärilsart som beskrevs av Edward Meyrick 1897. Opogona stereodyta ingår i släktet Opogona och familjen äkta malar. Inga underarter finns listade i Catalogue of Life.

## Bildgalleri

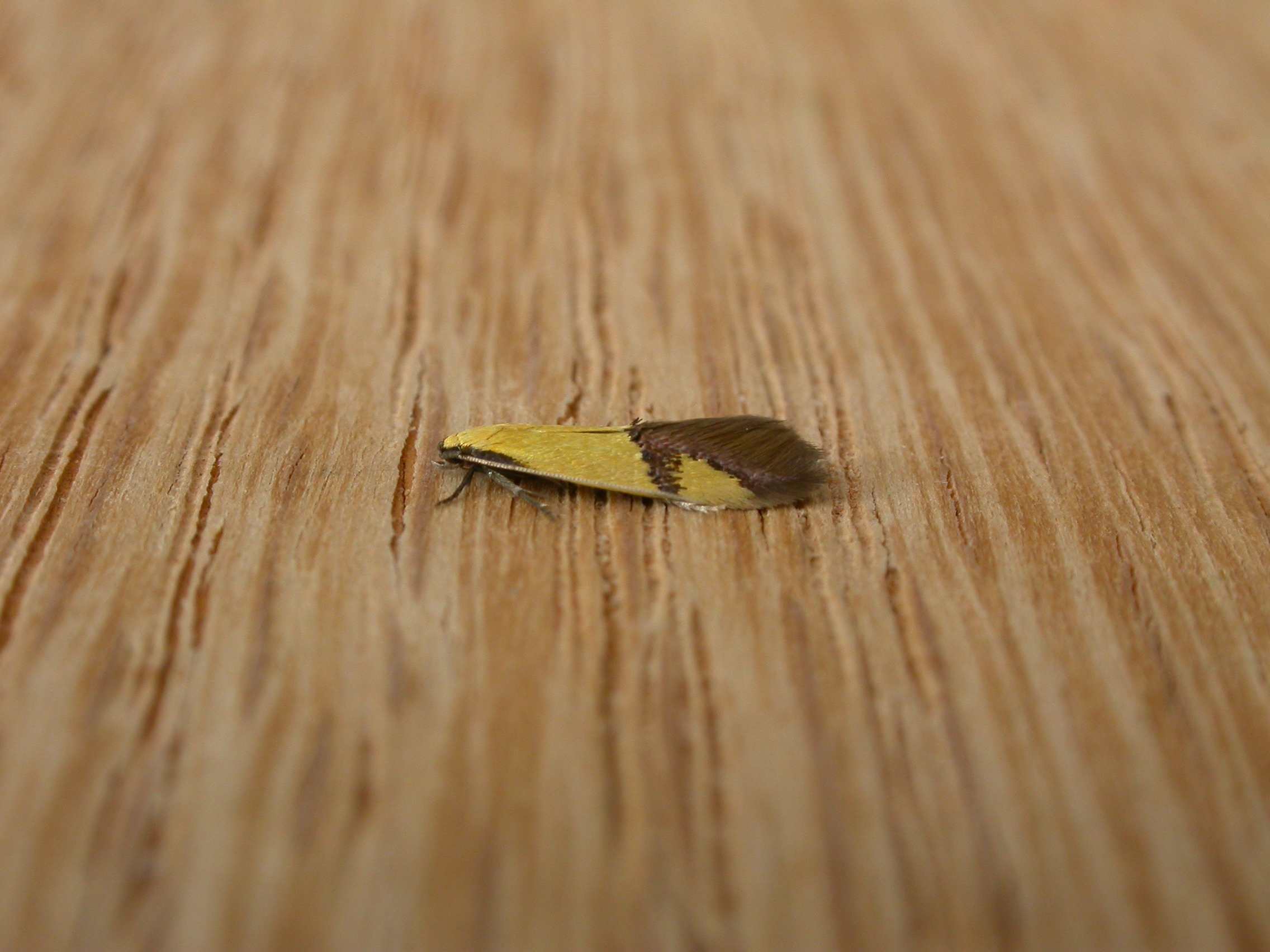